# Маяк Пакри
Маяк Па́кри (эст. Pakri tuletorn) — маяк, расположенный на берегу полуострова Пакри, уезд Харьюмаа, Эстония. Достигая высоты 52 метров, считается самым высоким маяком в Эстонии.

## История
В 1724 году на полуострове Пакри по указанию российского императора Петра I был построен маяк. Вскоре его частично снесли и стали использовать в качестве парафинового магазина. В 1889 году в 80 метрах от старого маяка был возведён новый маяк Пакри, который работает по сегодняшний день.
Во время Второй мировой войны маяк получил сильные повреждения, в 2001 году был отремонтирован.
25 ноября 1997 года маяк Пакри был добавлен в Государственный регистр памятников культуры Эстонии как памятник архитектуры.

## Описание
Маяк Пакри сделан из известняка и выкрашен в красный цвет. Его высота — 52 метра.

## Галерея

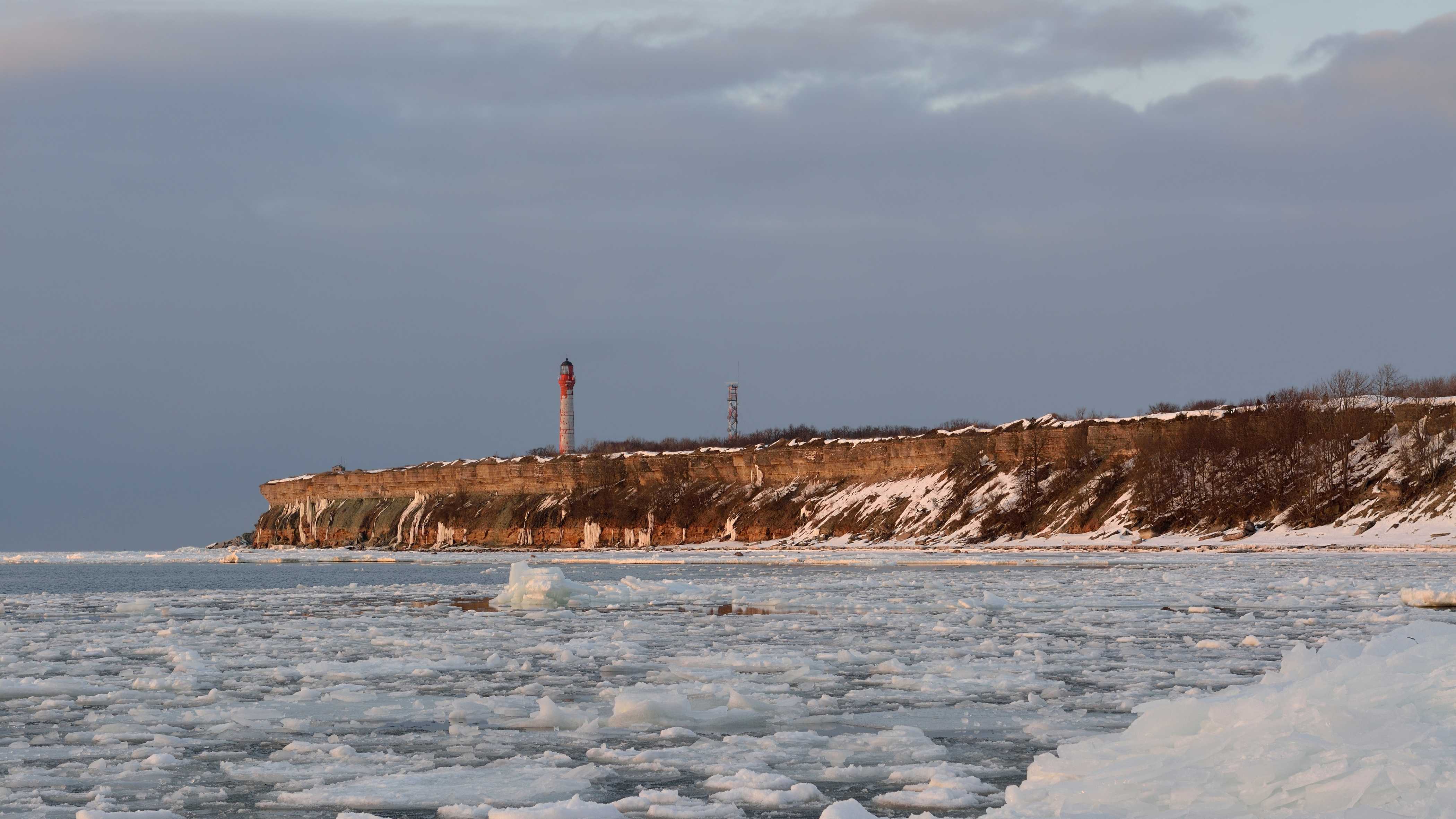
Новый маяк Пакри
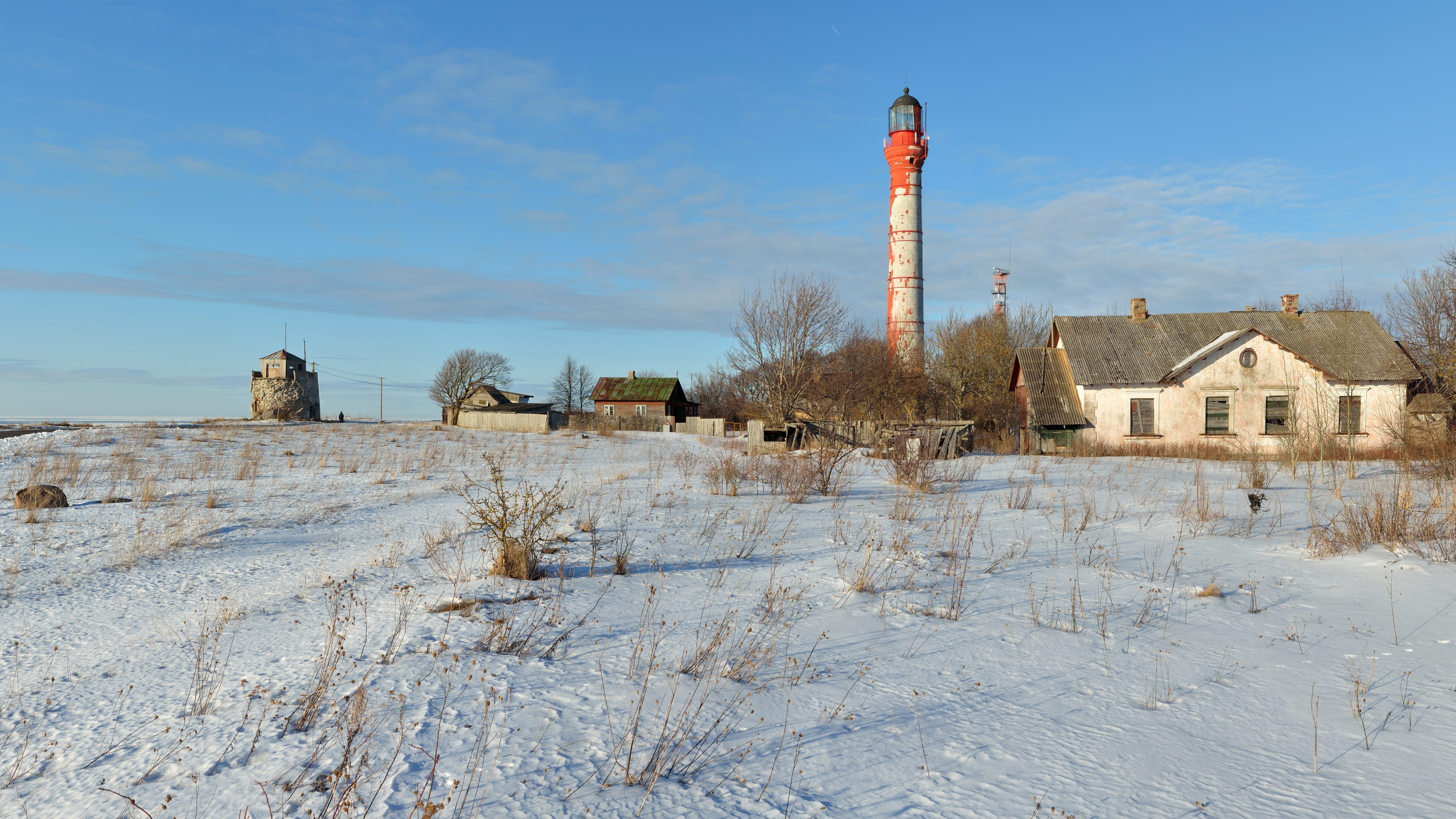
Новый маяк Пакри, 2013 год
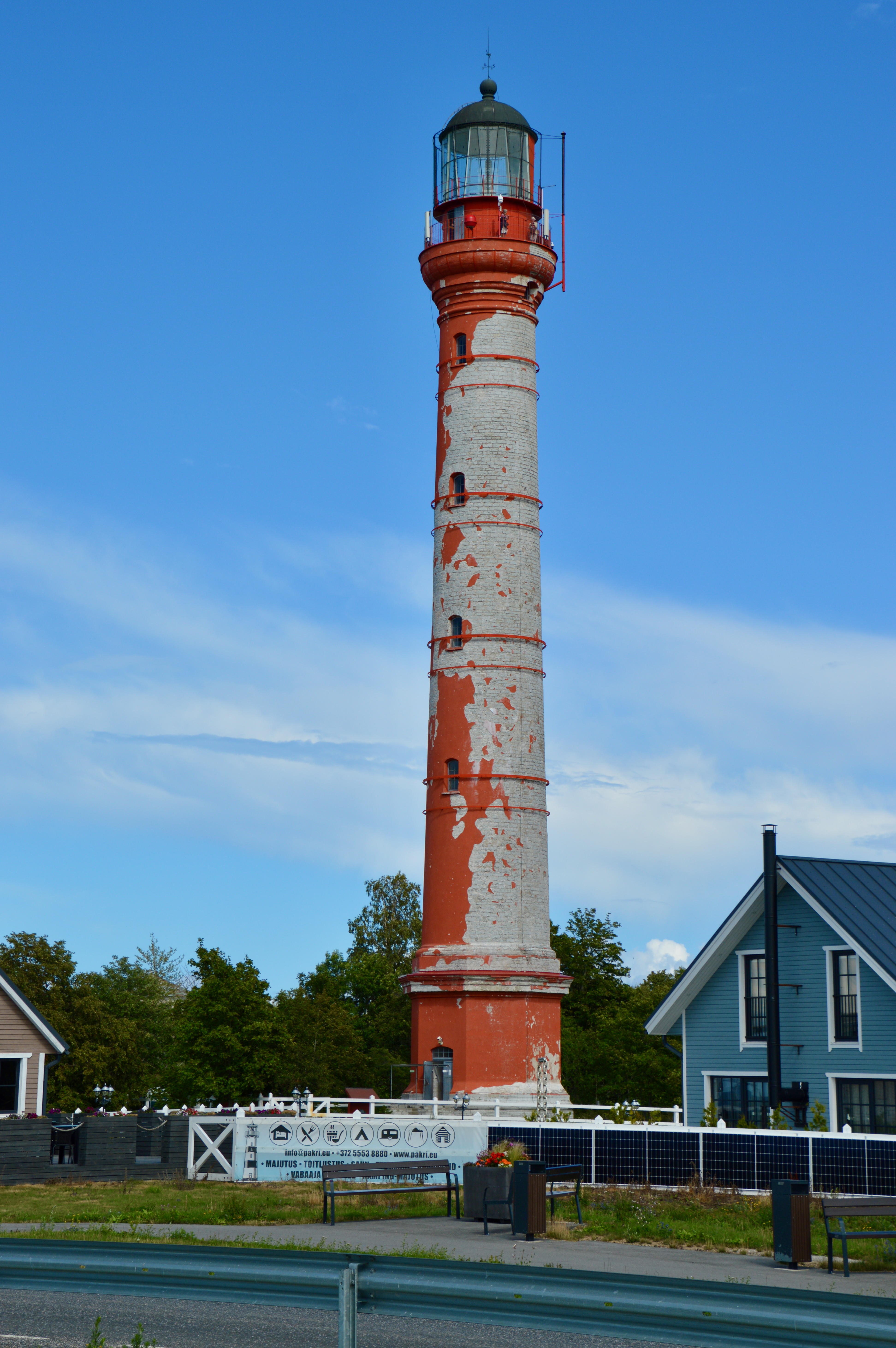
Новый маяк Пакри в 2023 году
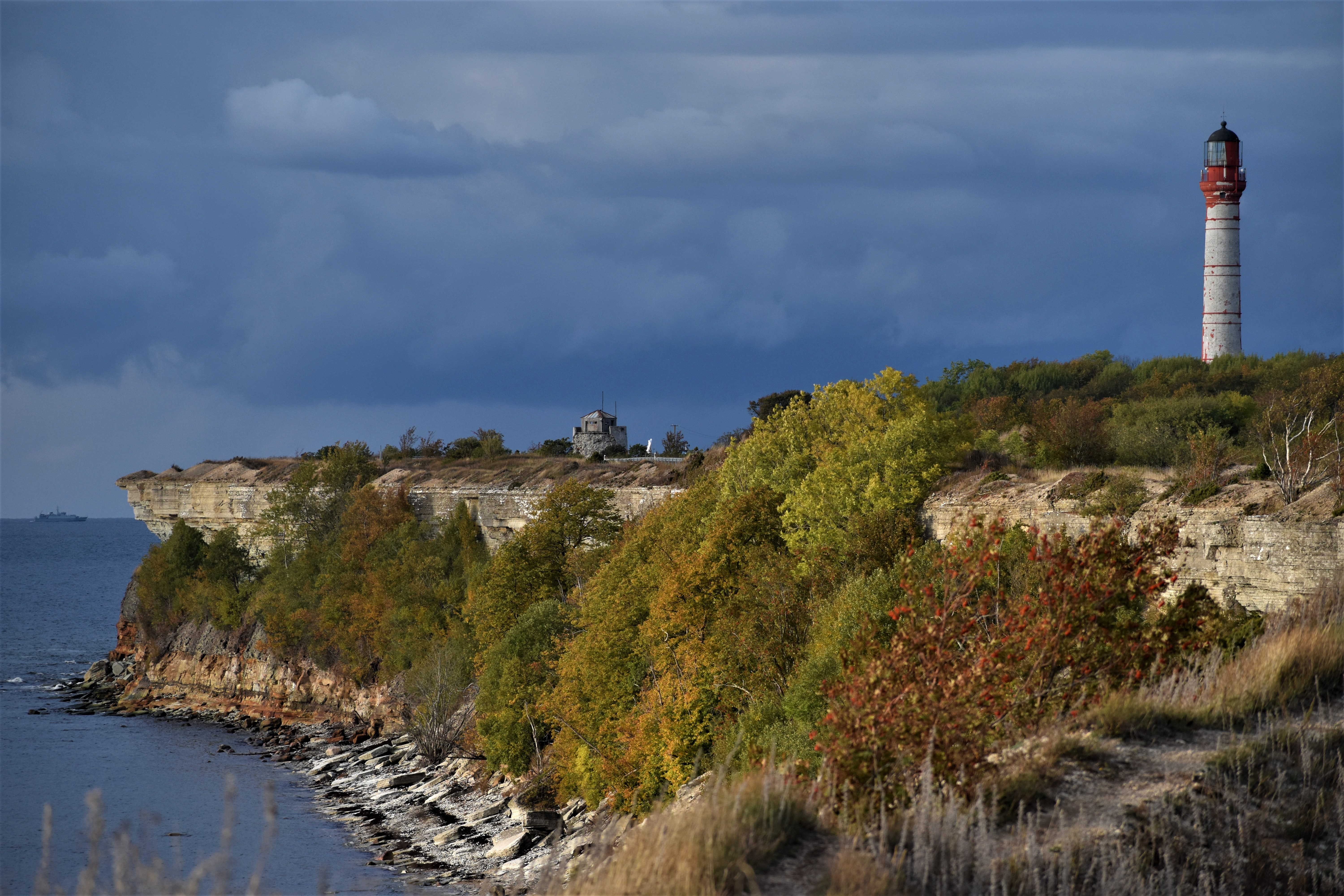
Старый (слева) и новый (справа) маяки Пакри
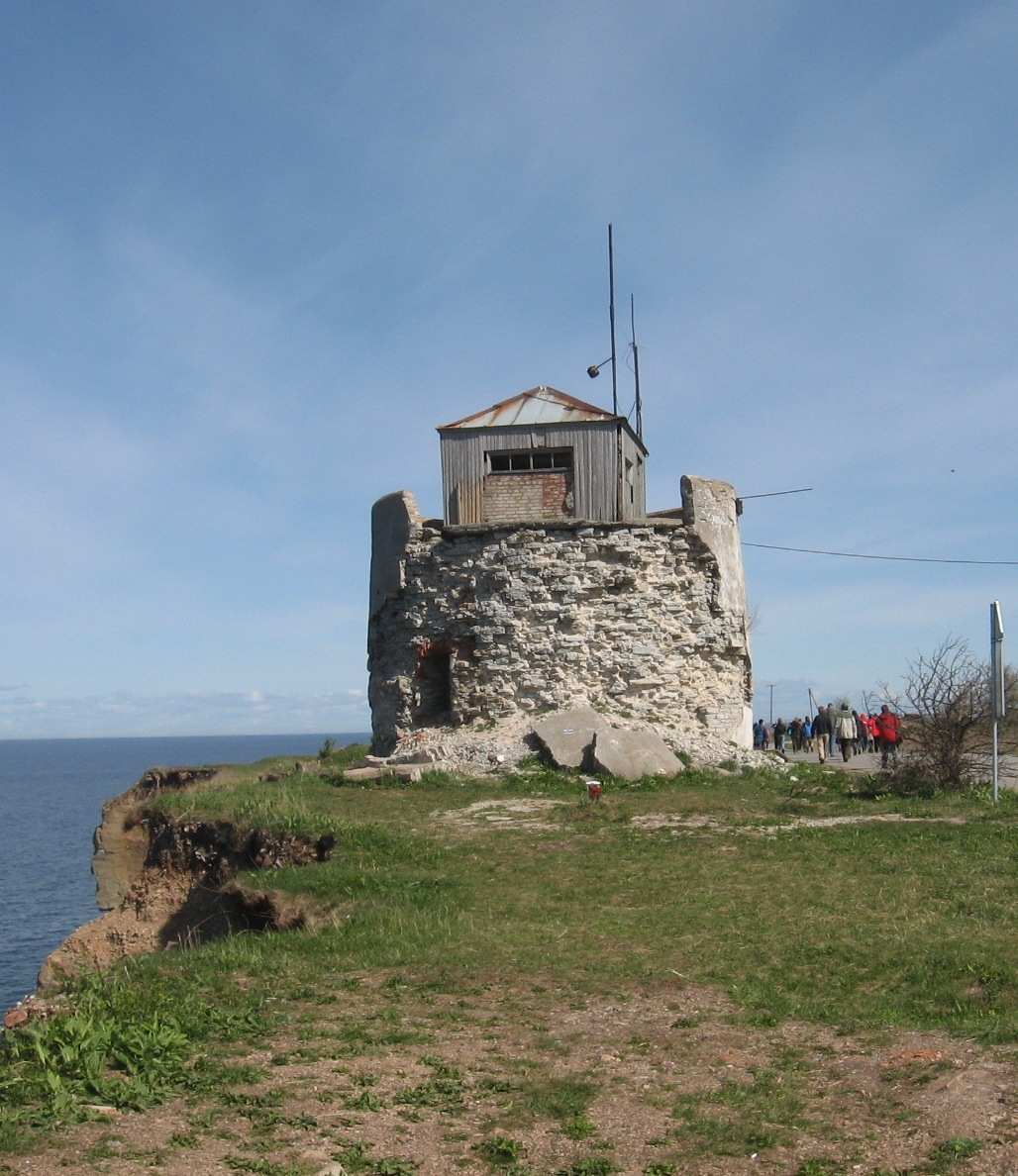
Основание башни старого маяка Пакри
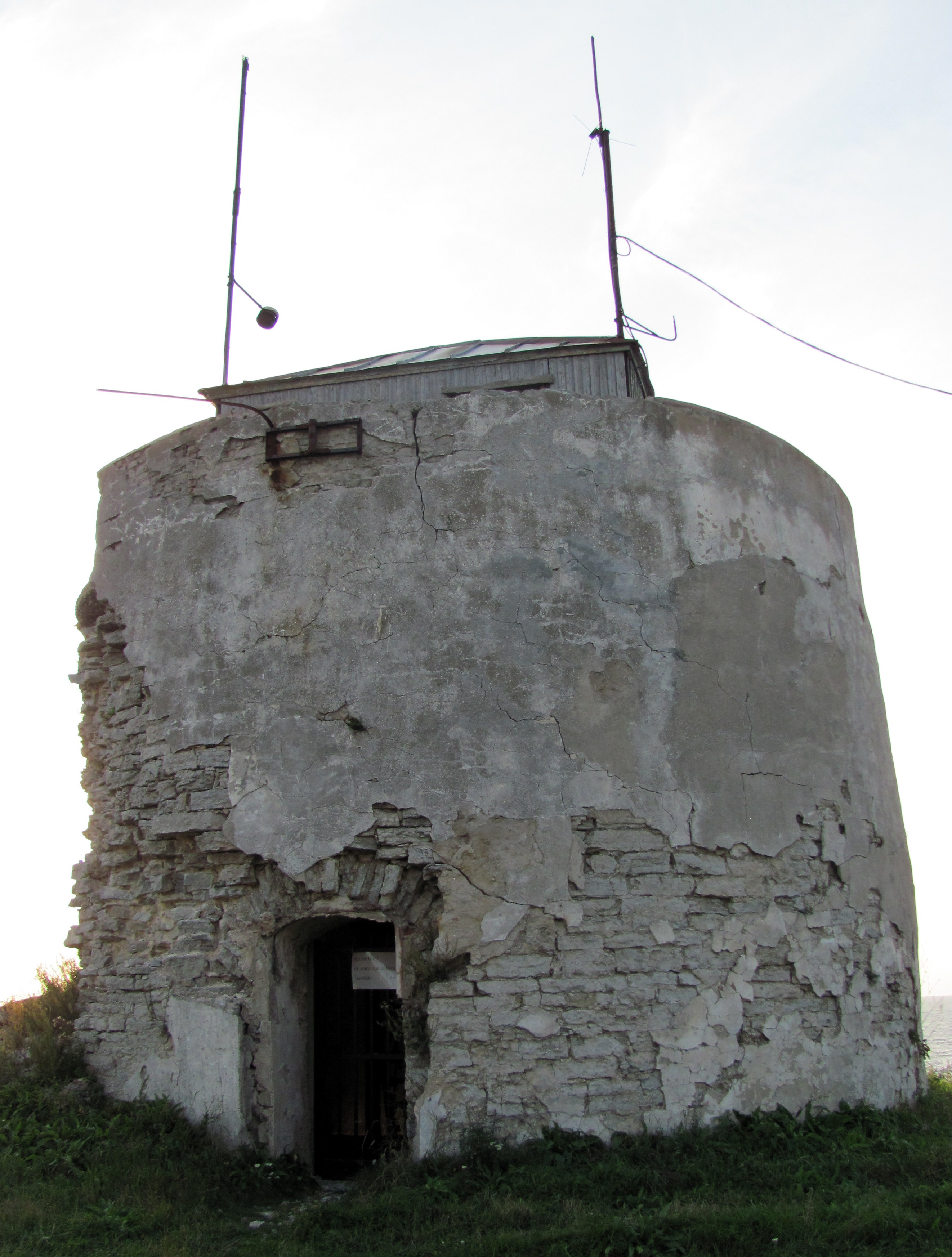
Основание башни старого маяка Пакри, 2013 год
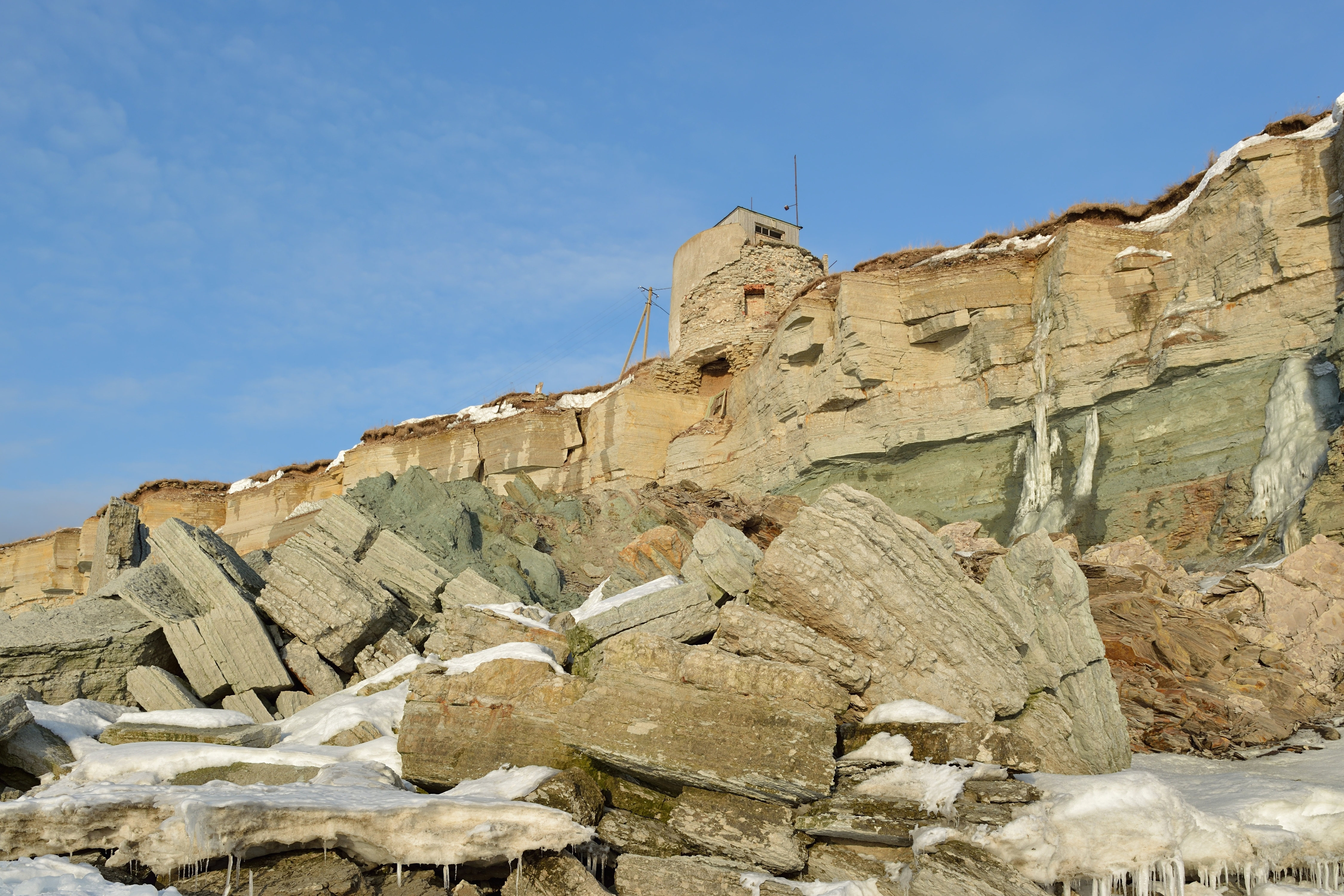
Руины старого маяка Пакри
- Видео с дрона: маяк Пакри, 2023 год